# Waseca County
Waseca County är ett administrativt område i delstaten Minnesota i USA. År 2010 hade countyt 19 136 invånare. Den administrativa huvudorten (county seat) är Waseca. 

## Politik
Waseca County tenderar att rösta republikanskt. Republikanernas kandidat har vunnit countyt i samtliga presidentval under 2000-talet. Endast vid sju presidentval (1912, 1924, 1932, 1936, 1964, 1992, 1996) har demokraternas kandidat fått fler röster. I valet 2016 vann republikanernas kandidat med 61,8 procent av rösterna mot 29,4 för demokraternas kandidat, vilket gör detta till den största segern i countyt för en kandidat sedan valet 1956.

## Geografi
Enligt United States Census Bureau har countyt en total area på 1 121 km². 1 096 km² av den arean är land och 25 km² är vatten.      

### Angränsande countyn
- Rice County - nordost
- Steele County - öst
- Freeborn County - sydost
- Faribault County - sydväst
- Blue Earth County - väst
- Le Sueur County - nordväst